# Aeropuerto Internacional Flamingo
El Aeropuerto Internacional Flamingo (IATA: BON, OACI: TNCB) es un aeropuerto internacional ubicado en Kralendijk, Bonaire, Antillas Neerlandesas. Sirve como punto de conexión hacia Suramérica de la aerolínea KLM, además ser el segundo centro de operaciones de Dutch Antilles Express.

## Descripción
Es el tercer aeropuerto más grande de las Antillas Neerlandesas después del Aeropuerto Internacional Princesa Juliana y el Aeropuerto Internacional Hato, además el cuarto de la región posterior al de Saint Marteen, el de Willemstad y el Aeropuerto Internacional Reina Beatrix de Oranjestad, Aruba.
El terminal cuenta con la suficiente capacidad para recibir aviones de gran tamaño de las grandes aerolíneas internacionales como el Boeing 747, Boeing 777 y el Airbus A340, siendo el McDonnell Douglas MD-11 la aeronave más grande que recibe. Igualmente puede recibir aviones de mediano tamaño como el B737, A310 así como pequeños turbohélices como el ATR 42.

## Aerolíneas y destinos
El aeropuerto recibe diferentes aerolíneas internacionales de América del Norte, Europa:

### Pasajeros
| Aerolíneas             | Destinos                         |
| ---------------------- | -------------------------------- |
| American Airlines      | Miami                            |
| Delta Air Lines        | Atlanta                          |
| Divi Divi Air          | Curazao                          |
| E-Liner Airways        | Curazao                          |
| JetBlue Airways        | Nueva York–JFK                   |
| KLM                    | Ámsterdam, Aruba                 |
| Sky High               | Santo Domingo–Las Américas       |
| TUI Airlines Nederland | Ámsterdam, Curazao               |
| United Airlines        | Houston–Intercontinental, Newark |
| Winair                 | Curazao, San Martín              |
| Z Air                  | Curazao                          |

### Destinos internacionales
Se ofrece servicio a 10 destinos internacionales, a cargo de 11 aerolíneas.
| Ciudades                                      | Nombre del aeropuerto                       | Aerolíneas                                                                 |              |              |
| Norteamérica                                  | Norteamérica                                | Norteamérica                                                               | Norteamérica | Norteamérica |
| --------------------------------------------- | ------------------------------------------- | -------------------------------------------------------------------------- | ------------ | ------------ |
| Estados Unidos (5 destinos, 4 aerolíneas)     |                                             |                                                                            |              |              |
| Atlanta                                       | Aeropuerto Internacional Hartsfield-Jackson | Delta Air Lines                                                            |              |              |
| Houston                                       | Aeropuerto Intercontinental George Bush     | United Airlines                                                            |              |              |
| Miami                                         | Aeropuerto Internacional de Miami           | American Airlines                                                          |              |              |
| Newark                                        | Aeropuerto Internacional Libertad de Newark | United Airlines                                                            |              |              |
| Nueva York                                    | Aeropuerto Internacional John F. Kennedy    | JetBlue Airways                                                            |              |              |
| El Caribe                                     |                                             |                                                                            |              |              |
| Aruba (1 destino, 1 aerolínea)                |                                             |                                                                            |              |              |
| Oranjestad                                    | Aeropuerto Internacional Reina Beatrix      | KLM                                                                        |              |              |
| Curazao (1 destino, 5 aerolíneas)             |                                             |                                                                            |              |              |
| Willemstad                                    | Aeropuerto Internacional Hato               | Divi Divi Air / E-Liner Airways / EZ Air / TUI Airlines Nederland / Winair |              |              |
| República Dominicana (1 destino, 1 aerolínea) |                                             |                                                                            |              |              |
| Santo Domingo                                 | Aeropuerto Internacional Las Américas       | Sky High                                                                   |              |              |
| San Martín (1 destino, 1 aerolínea)           |                                             |                                                                            |              |              |
| Philipsburg                                   | Aeropuerto Internacional Princesa Juliana   | Winair                                                                     |              |              |
| Europa                                        |                                             |                                                                            |              |              |
| Países Bajos (1 destino, 1 aerolínea)         |                                             |                                                                            |              |              |
| Ámsterdam                                     | Aeropuerto de Ámsterdam-Schiphol            | KLM / TUI Airlines Nederland                                               |              |              |
| Total: 10 destinos, 6 países, 11 aerolíneas   |                                             |                                                                            |              |              |